# Games for Windows
Games for Windows指的是一种由微软定义的游戏特性。Games for Windows定义了一系列的规范。這些規範包括與x64 Windows版本兼容、16:9畫面、Windows Vista及7的家長控制及Xbox 360手制支援等。

## Live連機
在2007年開始，部分遊戲可以使用名為Games for Windows-Live的Live网络互联進行對戰。用家可以使用與Xbox 360相同的Gamertag登入。與Xbox 360相同，Games for Windows-Live的用家可以使用跨平台對話。這些遊戲也擁有包括成就等特色。其中少數遊戲可以直接與Xbox 360玩家進行跨平台對戰。